# Liste der Monuments historiques in Hourtin
Die Liste der Monuments historiques in Hourtin führt die Monuments historiques in der französischen Gemeinde Hourtin auf.

## Liste der Bauwerke
| Bezeichnung | Beschreibung | Standort | Kennzeichnung | Schutzstatus | Datum | Bild           |
| ----------- | ------------ | -------- | ------------- | ------------ | ----- | -------------- |
| Leuchtturm  | Erbaut 1860  | (Lage)   | PA33000113    | Inscrit      | 2009  | weitere Bilder |

## Liste der Objekte
| Bezeichnung               | Beschreibung           | Standort                        | Kennzeichnung | Schutzstatus | Datum | Bild |
| ------------------------- | ---------------------- | ------------------------------- | ------------- | ------------ | ----- | ---- |
| Skulptur Madonna mit Kind | Stein, 17. Jahrhundert | in der Kirche Ste-Hélène (Lage) | PM33001372    | Inscrit      | 1980  |      |